# Georg Kind
Ludwig Hermann Georg Kind (* 24. Januar 1897 in Dresden; † 13. Februar 1945 ebenda) war ein deutscher Bildhauer und Zeichner.

## Leben
Geboren und aufgewachsen als Sohn des Tischlers Theodor Ludwig Kind verbrachte Georg Kind seine Schulzeit in Dresden und nahm an der Kunstgewerbeschule in Dresden im Fach Zeichnen teil. Von 1915 bis 1923 studierte er an der Kunstakademie Dresden bei Professor Georg Wrba. Durch den Ersten Weltkrieg wurde sein Studium unterbrochen. Kind war 1916 in der Galerie Ernst Arnold auf der „Zweiten Ausstellung Dresdner Künstler die im Heeresdienst stehen“ vertreten. Er beteiligte sich an der Künstlergruppe Die Schaffenden und wurde 1923 Mitglied der Dresdner Künstlervereinigung und später der Dresdner Künstlergenossenschaft. Einige seiner Werke, detailgetreue Bildnisbüsten, befinden sich in den Staatlichen Kunstsammlungen Dresden in der Skulpturensammlung. 1937 wurde in der Nazi-Aktion „Entartete Kunst“ aus der Skulpturensammlung eine Skulptur Kinds (weiblicher Akt), die offenbar nicht dem Kunstkanon der Nazis entsprach,  beschlagnahmt und zerstört.
In den 1940er Jahren war Kind zeitweise Aushilfsdozent an der Dresdner Kunstakademie. Er starb bei den Bombenangriffen auf Dresden. Dabei wurde sein Atelier in der Zirkusstraße 43 zerstört, somit wurden auch seine Werke und Zeichnungen vernichtet.

## Darstellung Kinds in der bildenden Kunst
- Conrad Felixmüller: Bildnis Georg Kind (Öl auf Leinwand; Lindenau-Museum Altenburg/Thüringen)[4]

## Werke (Auswahl)

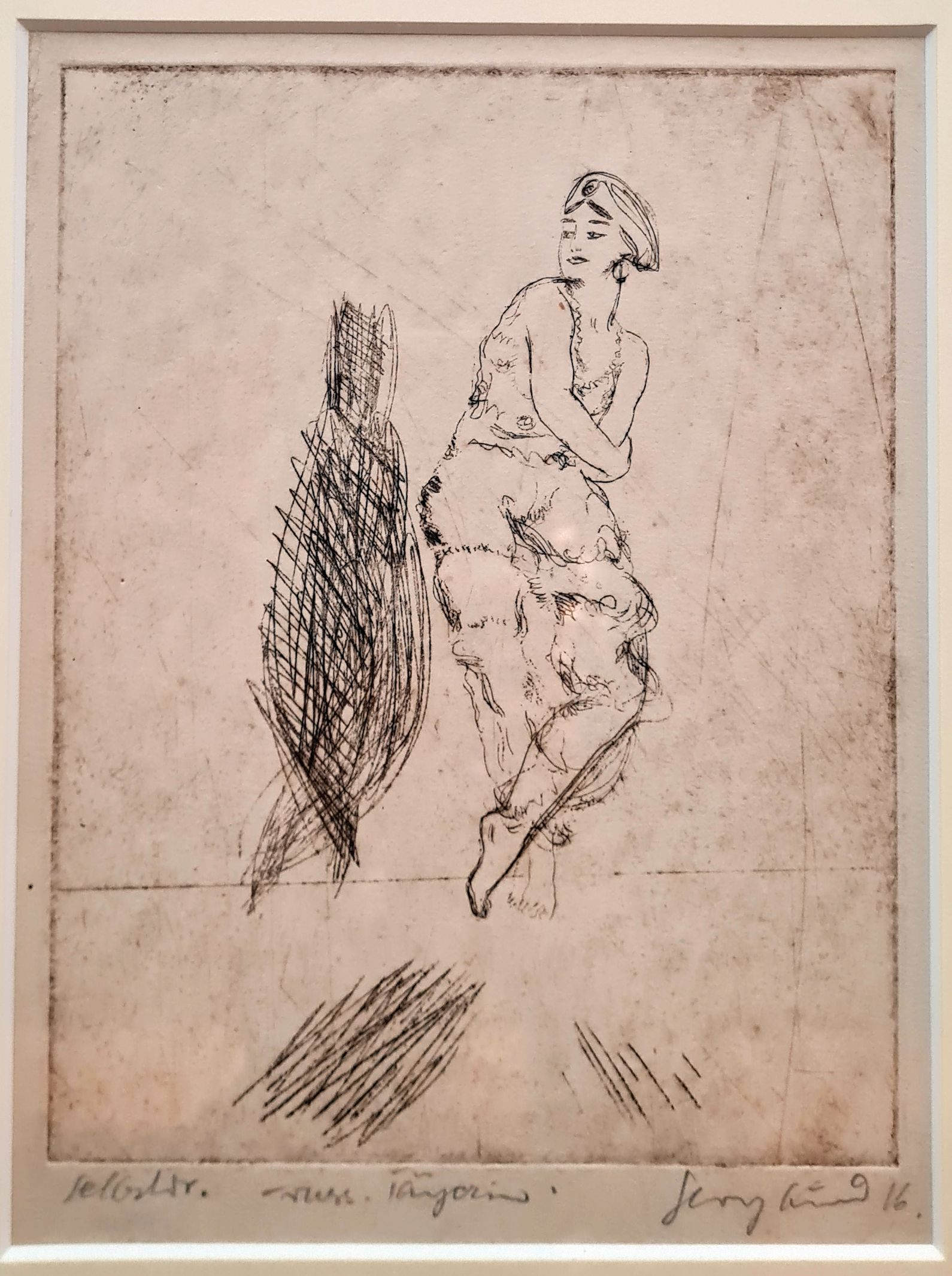
Georg Kind: Russische Tänzerin (1916)

- 1924–1936 Mitwirkung an der Zwingerrestaurierung.[5]
- Otto Dix (Porträtbüste, Bronze; Staatliche Kunstsammlungen Dresden)
- Margo Lion (Porträtbüste, Bronze, 40,5 × 17,5 × 20,5 cm, 1926; Skulpturensammlung Dresden)[6]

- Boxer (Statue)[7]

- Reichssportführer Hans Tschammer und Osten (Porträtbüste, Gips, getönt)[8]